# Суратка
Сура́тка  — река в России, протекает по Моргаушскому району Чувашии. Один из двух главных притоков реки Моргаушка. Глубина в основном в пределах 0,5—2 м.
На реке расположены поселения Хорной и Пикикасы Моргаушского района.

## Исторические сведения
Река упоминается во 2-й пол. XVI в. в письме (купчей) о продаже бортного участка с пахотной землёй, сенокосами и другими угодьями ясачными людьми Яковом Судугузиным, его сыновьями Карагузом и Явушом Якововым и Кадиком Яндовым ясачному человеку Янчуре Хозялину.

## Ихтиофауна
В речке вводятся рыбы: карась, карп, окунь, щука, пескарь, елец, голавль, щиповка (встречается в заплотине, в тинных местах), усатый голец, быстрянка, бычок (водились у Хорнойской плотины, возможно вымерли, нет сведений об уловах этой рыбы после 2014 г.), ротан (водились у Хорнойской плотины, возможно вымерли, нет сведений об уловах этой рыбы после 2014 г.), золотой карась (водились у Хорнойской плотины, возможно вымерли, нет сведений об уловах этой рыбы после 2010 г.), толстолобик (водились у Орининской плотины, возможно вымерли, нет сведений об уловах этой рыбы после 1994 г.).

Видовой состав рыбного населения реки Суратка сходен с видовым составом реки Средний Цивиль (коэффициент сходства Сёренсена — 0,7).

## Хозяйственное использование
В деревне Хорной на реке функционирует гидротехническое сооружение.

## Прочее
Прежние названия: Сараутка́ (2-я пол. XVI в., 1792), Сралка́ (Прасалка́)(1604), Моргоуши (1781—1782), Репинка (1859), Вершина Сротка́.